# نقد سينمائي
النقد السينمائي هو عملية تحليل وتقييم وتذوق العمل الفني بشكل عام والدرامي والسينمائي بشكل خاص من جميع جوانبه من حيث القصة والإخراج والموسيقى التصويرية والتمثيل والإضاءة والمونتاج إلى آخره من مكونات وأساسيات العمل الفني الدرامي أو السينمائي. وبشكل عام يمكن تقسيم النقد السينمائي إلى ذلك الذي يظهر بانتظام وله مساحات محددة ومعروفة في الصحف وهو النقد الأكاديمي من قبل النقاد الأكاديميين، والباحثين المتخصصين في النقد السينمائي والذي يُنشر في الدوريات المتخصصة.
وبشكل أساسي يقوم النقاد السينمائيون بنشر مقالاتهم النقدية في الصحف والمجلات الفنية أو من خلال وسائل الإعلام المختلفة والمتنوعة. يعد النقد السينمائي حديثا من أهم العوامل المؤثرة على نجاح الفيلم من عدمه وعلى حجم الإقبال الجماهير للفيلم من عدمه أيضا، فالمقالات النقدية للأعمال السينمائية والسرد لملخص أحداث العمل الفنى من أهم أسباب إقبال أو إحجام الجماهير على العمل الدرامي أو السينمائي.
في الآونة الأخيرة أصبحت المقالات النقدية تؤثر تأثيرا واضحا على إيرادات الفيلم وشباك التذاكر، ومع هذا، ومن الملاحظ تراجع الحركة النقدية خلال الثلاثون عاما الماضية بالإضافة إلى تركز معظم النقاشات الفنية على شباك التذاكر وما حققه العمل الفني أو السينمائي من إيرادات كما لو كان النجاح المادي هو المعيار الوحيد للحكم على العمل الفنى أو السينمائي، لذلك لم تعد الحركة الفنية والسينمائية في المكانة التي كانت عليها من قبل.
لقد ساهمت الكتابات النقدية الإيجابية في بعض الأحيان في إلقاء الضوء على نوعية أفلام غير معروفة أو شائعة كالأفلام المستقلة أو قليلة التكلفة على سبيل المثال (The Hurt Locker) مع العمل على انتشارها والاهتمام بها على نحو عريض وواسع. هناك من يعتقد بتحيز بعض الكتابات النقدية لأفلام البيوت الفنية على سبيل المثال (The Hurt Locker, Blue Valentine) وضد الأفلام التجارية على سبيل المثال (Pirates of the Caribbean, Cowboys & Aliens)،ومع ذلك فالعديد من النقاد يقومون بتحليل ونقد الأفلام من منظور امتداد تأثيرها على الأجيال والذي سيتخطى سنة إنتاجها بالطبع.
هناك عدد من مواقع الإنترنت تتيح لزوارها ترك انطباعاتهم على الأفلام وتقييمهم للأفلام لمناقشة ومتابعة حجم الإقبال على الأفلام على نطاق واسع. هناك بعض المواقع المتخصصة في تناول ونقد جوانب معينة من الفيلم على سبيل المثال، تلك المواقع التي تركز على نصائح للآباء والأمهات بخصوص محتوى معين للحكم من خلاله على مدى ملاءمة الفيلم للأطفال، هناك تلك المواقع التي تتناول نقد الأفلام السينمائية من حيث وجهة النظر الدينية. وهناك موقع واحد (Everyone's a Critic) وهو الذي يتيح لأى شخص متابع نشر انطباعه على الأفلام والتعليق عليها.
لقد أتاح التدوين والمدونات الفرصة لهواة النقد السينمائي في إبداء آرائهم وعرضها، وعلى الناقد السينمائي الإلمام الكامل بعملية صناعة الفيلم من الألف إلى الياء، كما يتعين عليه الإلمام بالتذوق الفني والقدرة على استنباط ما وراء المشهد.

## النقد السينمائي حول العالم
- ملتقى النقد السينمائي
- نقاد سينمائيون عرب
- نقاد سينمائيون من أوروبا
- نقاد سينمائيون من أميركا

## إقرء أيضا
- مراجعة كبسولية